# Música para Guillén
Música para Guillén es un álbum de estudio de la cantante chilena Marta Contreras. El disco musicaliza poemas del poeta, periodista y activista político cubano Nicolás Guillén. Las grabaciones fueron acompañada por la agrupación cubana Grupo Manguaré (a quienes apoyó el mismo año en su álbum homónimo), lanzado en 1972 en Chile por el sello discográfico DICAP, durante la visita de la recién formada agrupación a dicho país. En 1977 fue relanzado en España, durante el extenso exilio de la cantante en Europa, producto de la dictadura militar.

## Lista de canciones
Todas las letras escritas por Nicolás Guillén, toda la música compuesta por Marta Contreras. 
| Música para Guillén |                                       |          |  |
| N.º                 | Título                                | Duración |  |
| 1.                  | «Son entero»                          |          |  |
| 2.                  | «Canción portorriqueña»               |          |  |
| 3.                  | «La Pasionaria»                       |          |  |
| 4.                  | «Che»                                 |          |  |
| 5.                  | «Se acabó»                            |          |  |
| 6.                  | «Responde tú»                         |          |  |
| 7.                  | «Canción para despertar a un negrito» |          |  |
| 8.                  | «Amigo»                               |          |  |
| 9.                  | «En el invierno de París»             |          |  |
| 10.                 | «A Colombia»                          |          |  |
| 11.                 | «Soy como el árbol florido»           |          |  |